# Бамбукові аннали
Бамбукові аннали (竹書紀年, Чжушу цзінянь) — стародавня китайська історична праця, що охоплює період від міфічних імператорів до періоду Чжаньго.

## Варіанти та їх структура
«Бамбукові аннали» в науковій і культурній традиції існує в двох варіантах, які прийнято називати «давнім» (гу бень, ДБА) текстом й «сучасним» (цзінь бень, СБА) текстом. Кожен з них — це різновид реконструкції письмової пам'ятнки, який не зберігся в первісному вигляді. «Давній» текст — це впорядкована добірка збережених в різних пам'ятках III–XII ст. повідомлень з твору III ст. н. е., яке, називалося «Чжушу цзінянь» («Бамбукові аннали») або «Цзі цзюнь (чжун) цзінянь» («Аннали з округу (кургану) Цзі»).
За відомостями «Цзінь шу» 晉書 («Історія динстії Цзінь»), текст було створено до 284 року на основі знайдених в 279 або 281 році в похованні правителя царства Вей 魏 (453–225 роки до н. е.) різних творів на бамбукових планках (див. Jizhong discovery). Найбільш імовірними джерелами для компіляції тексту могли бути тексти у вигляді хронологічних записів подій найдавнішої історії: династій Ся, Шан і Чжоу, а також документи з історії царства Вей.
До втрати (імовірно, в 1170-і роки) ця письмова пам'ятка існував у кількох варіантах, які в міру побутування отримували різну назву і розходилися за змістом. Вперше спроба «реконструкції» цієї праці на основі збережених повідомлень була виконана Чжу Юценом у виданні 1846 року, вона була продовжена в працях Ван Говея, Фань Сянюна.
«Давній» текст включає 350 окремих повідомлень, витягнутих з 63 джерел різних епох: до Тан (III-поч. VII ст.) — 15 (23,8%); Тан (VII–X ст.) — 23 (36,5%); Сун (з X до XII ст.) — 25 (39,7%).
«Сучасний» текст на 20% складається з повідомлень, які безпосередньо сходять до «Чжушу цзінянь», але більшою мірою включає відомості з різних історичних творів, підібраних і стилізованих укладачами нового часу під повідомлення стародавнього літопису. Це результат роботи, розпочатої ще за часів династії Мін і завершеною на початку XVIII ст.

## Зміст
В ньому вказані важливі віхи зниження політичного впливу і сакрального статусу чжоуського вана в періоди Чуньцю і Чжаньго, а також відомості про особливості передачі влади в окремих царствах, в тому числі і про насильницьке повалення володарів. Присутні перші згадки про символи влади такі, як палац, столиця, титул. Розповідається про заснування нових столиць царств періоду Чжаньго. Уваги приділено інститутові мирних міждержавних відносин — «союзам» (мен), які укладали між собою правителі царств. Містяться унікальні згадки про дати смерті правителів низки царств, завдяки яким можна значно розширити і уточнити список володарів деяких царств.